# Wapen van Wissenkerke

Wapen van de voormalige gemeente Wissenkerke

Het wapen van Wissenkerke was het gemeentewapen van de voormalige Zeeuwse gemeente Wissenkerke. De gemeente heeft tot de fusie 1995 bestaan en heeft het wapen tussen 20 februari 1816 en 31 december 1994 gevoerd. Het wapen is op 6 september 1853 opnieuw bevestigd. De afbeelding uit het wapen keerde terug in de schildvoet van het wapen van Noord-Beveland.

## Geschiedenis
In 1651 werd de heerlijkheid Wissenkerke opgericht, sindsdien voerde deze het wapen, dat wapen was op zijn beurt weer afgeleid van het wapen van het geslacht Van Wissenkercke. Het familiewapen werd in de 12e eeuw al gebruikt. 
Na de gemeentelijke fusie werd de rode gesp opgenomen in het wapen van Noord-Beveland. Naast het wapen van Noord-Beveland heeft ook de gemeente Pellenberg in België dezelfde gesp in het wapen. Ook die gemeente is bezit geweest van het geslacht Van Wissenkerke.

## Blazoen
Het wapen is verkregen op 6 september 1853 en het had de volgende blazoenering:
Zijnde van zilver beladen met eenen gesp en lozange van keel.
Het schild is geheel van zilver met daarop een ruitvormige rode gesp.

## Verwante wapens

Wapen van Noord-Beveland
Wapen van Pellenberg (B)

Aagtekerke
· Aardenburg
· Arnemuiden
· Axel
· Baarland
· Bath
· Biervliet
· Biggekerke
· Bloois
· Bommenede
· Borssele
· Boschkapelle
· Botland
· Breskens
· Brigdamme
· Brijdorpe
· Brouwershaven
· Bruinisse
· Burgh
· Buttinge
· Cadzand
· Clinge
· Colijnsplaat
· Domburg
· Dreischor
· Driewegen
· Duiveland
· Duivendijke
· Elkerzee
· Ellemeet
· Ellewoutsdijk
· Eversdijk
· Gapinge
· Graauw en Langendam
· 's-Gravenpolder
· Grijpskerke
· Groede
· Haamstede
· 's-Heer Abtskerke
· 's-Heer Arendskerke
· 's-Heer Hendrikskinderen
· 's-Heerenhoek
· Heille
· Heinkenszand
· Hengstdijk
· Hoedekenskerke
· Hoek
· Hontenisse
· Hoofdplaat
· Hoogelande
· IJzendijke
· Kapelle
· Kats
· Kattendijke
· Kerkwerve
· Klaaskinderkerke
· Kleverskerke
· Kloetinge
· Koewacht
· Kortgene
· Koudekerke
· Krabbendijke
· Kruiningen
· Looperskapelle
· Maire
· Mariekerke
· Meliskerke
· Middenschouwen
· Nieuw- en Sint Joosland
· Nieuwerkerk
· Nieuwerkerke
· Nieuwlande
· Nieuwvliet
· Nisse
· Noordgouwe
· Noordwelle
· Oostburg
· Oosterland
· Oostkapelle
· Oost-Souburg
· Oost- en West-Souburg
· Ossenisse
· Oud-Vossemeer
· Oudelande
· Ouwerkerk
· Overslag
· Ovezande
· Philippine
· Poortvliet
· Renesse
· Rengerskerke en Zuidland
· Retranchement
· Rilland
· Rilland-Bath
· Ritthem
· Sas van Gent
· Scherpenisse
· Schoondijke
· Schore
· Serooskerke (Schouwen-Duiveland)
· Serooskerke (Veere)
· Sinoutskerke en Baarsdorp
· Sint Anna ter Muiden
· Sint-Annaland
· Sint Jansteen
· Sint Kruis
· Sint Laurens
· Sint-Maartensdijk
· Sint Philipsland
· Sirjansland
· Sluis
· Sluis-Aardenburg
· Stavenisse
· Stoppeldijk
· Valkenisse (Walcheren)
· Valkenisse (Zuid-Beveland)
· Vogelwaarde
· Vrouwenpolder
· Waarde
· Waterlandkerkje
· Wemeldinge
· West-Souburg
· Westdorpe
· Westenschouwen
· Westerschouwen
· Westkapelle
· Westkapelle-Buiten en Sirpoppekerke
· Westkerke
· Wissekerke
· Wissenkerke
· Wolphaartsdijk
· Yerseke
· Zaamslag
· Zierikzee
· Zonnemaire
· Zoutelande
· Zuiddorpe
· Zuidzande
· Zwake

Dorpswapens: Geersdijk
· Hansweert
· Kamperland